# مضيفة
المضيفة جنس نباتي من الفصيلة الأقنتية. يضم ثمانية أنواع مقبولة وستة وسبعين لم يحسم أمرها بعد.

## من أنواعهالواطنةفيالوطن العربي
- المضيفة العثكولية (باللاتينية: Peristrophe paniculata) في الجزيرة العربية ومصر